# Ariane Ascaride
Ariane Ascaride (Marsella, França, 10 d'octubre de 1954) és una actriu francesa.
L'any 1998, obté el César a la millor actriu per al seu paper a Marius i Jeannette de Robert Guédiguian, amb qui ha rodat divuit films (o sigui la meitat de la seva filmografia).

## Biografia

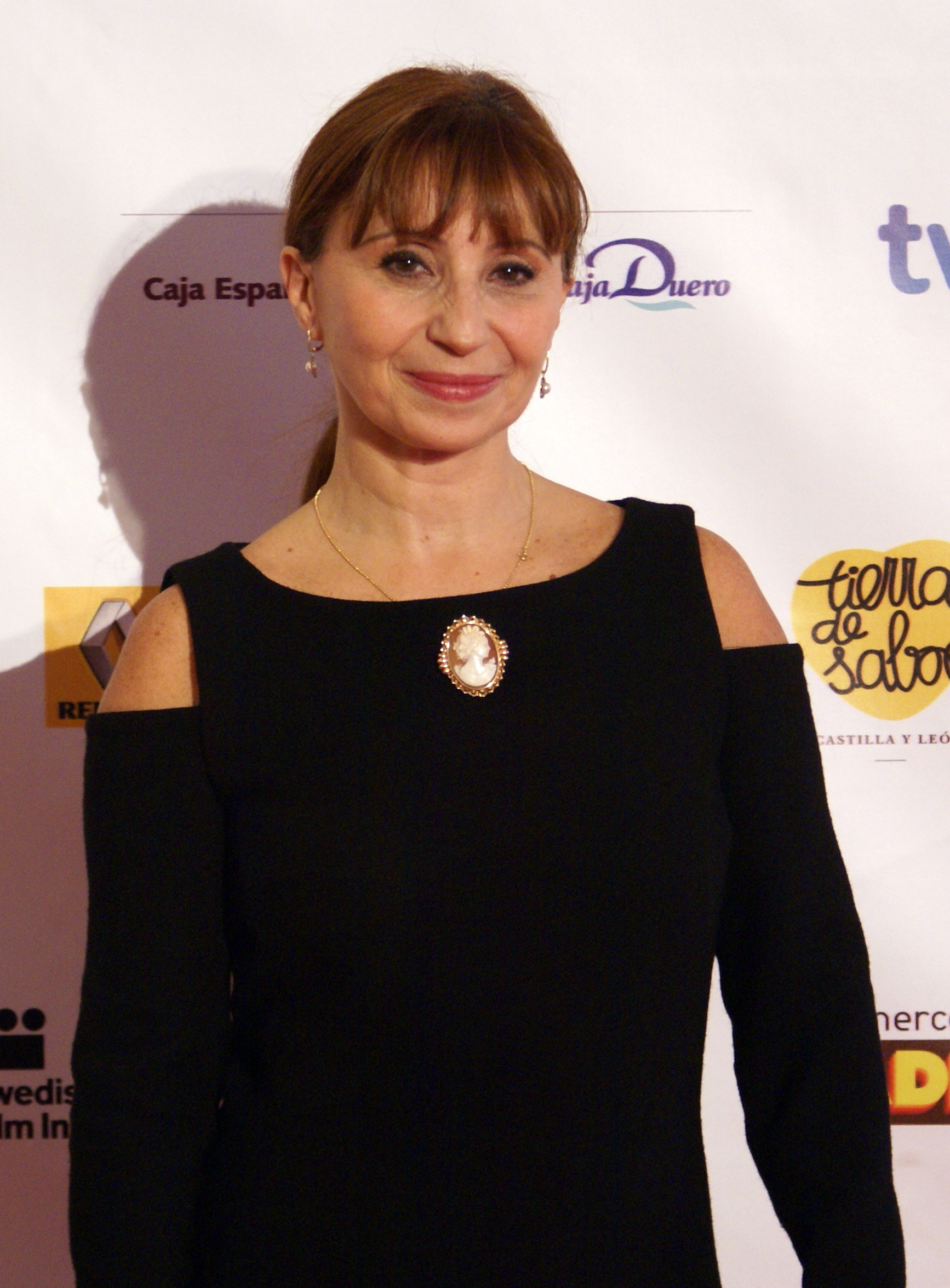
Ariane Ascaride l'any 2011.

Filla de Henriette, una empleada en una oficina, i d'un representant, fill d'immigrant napolità, i germana de l'escenògraf Pierre Ascaride i de l'escriptor Gilles Ascaride, Ariane Ascaride assisteix de ben jove als espectacles aficionats on participa el seu pare.
Estudia sociologia a la universitat d'Ais de Provença on entra a la Unió nacional dels estudiants de França (UNEF). Coneix llavors Robert Guédiguian que es convertirà en el seu marit.
Entra al Conservatori nacional d'art dramàtic de París on segueix els cursos d'Antoine Vitez i Marcel Bluwal. Als anys 1970, debuta al teatre amb les peces del seu germà Pierre Ascaride, un dels inventors del teatre a domicili, després interpreta petits papers al cinema. El seu primer paper autèntic li és ofert per René Féret a La Communion solemne (1977).

### Carrera

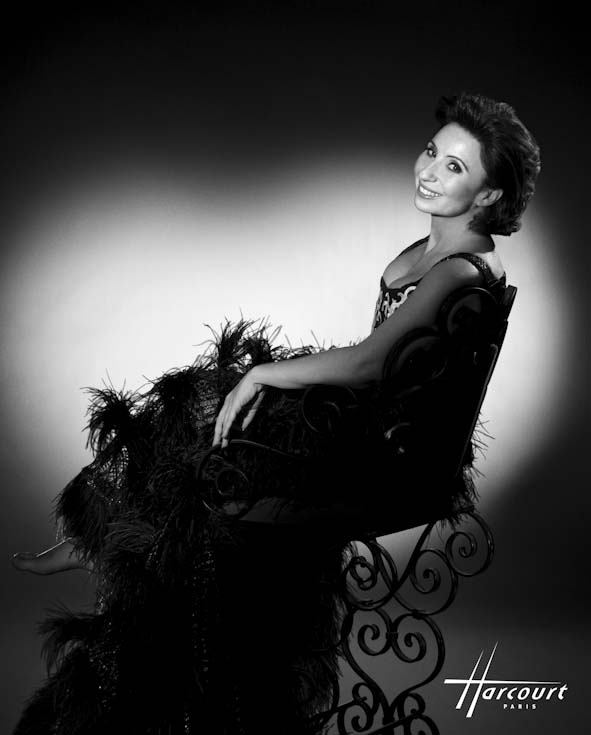
Ariane Ascaride fotografiada pel Studio Harcourt l'any 2008.

A partir de 1980, Ariane Ascaride apareixerà a tots els films del seu marit. És l'única artista professional del seu primer film, Dernier été. Si À la vie, à la mort ! és plebiscitada per la crítica l'any 1995, no és veritablement descoberta pel gran públic fins Marius i Jeannette que li suposa el César a la millor actriu l'any 1998.
A final dels anys 1990, altres cineastes com Dominique Cabrera (Nadia et les hippopotames l'any 1999) o Olivier Ducastel i Jacques Martineau (Drôle de Félix l'any 2000) la criden.
L'any 2006, se la troba al cartell del Voyage en Arménie de Robert Guédiguian, del qual és coguionista però també de Miss Montigny de Mel Van Hoogenbemt i de Changement d'adresse d'Emmanuel Mouret.

### Compromís
Ariane Ascaride és membre del comitè de padrinatge de la Coordinació francesa per al Decenni de la cultura de pau i de no-violència.

### Vida privada
Ariane Ascaride és germana de Pierre Ascaride i de Gilles Ascaride i és l'esposa del director francès Robert Guédiguian. La seva filla Anaïs Ascaride col·labora a Agat Films & Cie - ExNihilo com a ajudant de producció i directora de producció.

## Filmografia

### Cinema

#### Anys 1970 i 1980
- 1977: La Communion solennelle de René Féret.
- 1980: Dernier Été de Robert Guédiguian.
- 1980: À vendre de Christian Drillaud.
- 1980: Retour à Marseille de René Allio
- 1985: Rouge Midi de Robert Guédiguian
- 1985: Ki lo sa? de Robert Guédiguian
- 1989: Dieu vomit les tièdes de Robert Guédiguian

#### Anys 1990
- 1993: L'argent fait le bonheur de Robert Guédiguian
- 1995: À la vie, à la mort! de Robert Guédiguian
- 1997: Marius et Jeannette de Robert Guédiguian
- 1998: À la place du cœur de Robert Guédiguian
- 1998: Le serpent a mangé la grenouille d'Alain Guesnier
- 1999: Calino Maneige de Jean-Patrick Lebel
- 1999: Paddy de Gérard Mordillat
- 1999: Drôle de Félix d'Olivier Ducastel i Jacques Martineau
- 1999: Nadia et les hippopotames de Dominique Cabrera

#### Anys 2000
- 2000: La ville est tranquille de Robert Guédiguian
- 2000: À l'attaque! de Robert Guédiguian
- 2001: Marie-Jo et ses deux amours de Robert Guédiguian
- 2001: Le Ventre de Juliette de Martin Provost
- 2001: Ma vraie vie a Rouen d'Olivier Ducastel i Jacques Martineau
- 2002: Une place sur terre d'Anne-Marie Étienne
- 2002: Lulu de Jean-Henri Roger
- 2002: Imposture de Patrick Bouchitey
- 2003: Mon père est ingénieur de Robert Guédiguian
- 2003: Brodeuses de Éleonore Faucher
- 2004: Miss Montigny de Miel Van Hoogenbemt
- 2004: Le Thé d'Ania de Said Ould Khelifa
- 2004: Code 68 de Jean-Henri Roger
- 2006: Le Voyage en Arménie de Robert Guédiguian
- 2008: Lady Jane de Robert Guédiguian
- 2009: L'Armée du crime de Robert Guédiguian
- 2009: L'eriçó (Le hérisson) de Mona Achache

#### Anys 2010
- 2011: L'Art d'aimer d'Emmanuel Mouret
- 2011: Les neus del Kilimanjaro (Les Neiges du Kilimandjaro) de Robert Guédiguian
- 2011: La delicadesa (La Délicatesse) de Stéphane i David Foenkinos
- 2013: Marius i Fanny de Daniel Auteuil
- 2013: Une autre vie d'Emmanuel Mouret
- 2014: Au fil d'Ariane de Robert Guédiguian
- 2014: La professora d'història (Les Héritiers) de Marie-Castille Mention-Schaar
- 2014: L'Amore non perdona de Stefano Consiglio
- 2015: Una història de bojos (Une histoire de fou) de Robert Guédiguian
- 2016: Le ciel attendra de Marie-Castille Mention-Schaar
- 2017: La casa vora el mar (La Villa) de Robert Guédiguian
- 2018: Les Chatouilles d'Andréa Bescond i Éric Métayer
- 2018: Isabelle de Mirko Locatelli
- 2019: Gloria Mundi de Robert Guédiguian

#### Anys 2020
- 2021: Les héroïques de Maxime Roy
- 2022: Interdit aux chiens et aux Italiens (veu, pel·lícula d'animació) de Alain Ughetto
- 2022: Divertimento de Marie-Castille Mention-Schaar
- 2022: Le processus de paix de Ilan Klipper
- 2023: Sous le tapis de Camille Japy
- 2023: Et la fête continu! de Robert Guédiguian

### Televisió
- 1982: Mozart de Marcel Bluwal
- 1982: L'Apprentissage de la ville de Caroline Huppert
- 1990: Jofroi de la Maussan de Marcel Bluwal
- 1990: Onorato de Marcel Bluwal
- 1993: Grossesse nerveuse de Denis Rabaglia
- 1997: De mère inconnue d'Emmanuelle Cuau
- 2000: Retiens la nuit de Dominique Cabrera
- 2004: Nature contre nature de Lucas Belvaux
- 2005: Vénus et Apollon de Pascal Lahmani
- 2010: George et Fanchette de Jean-Daniel Verhaeghe
- 2010: La femme qui pleure au chapeau rouge de Jean-Daniel Verhaeghe
- 2010: Fracture d'Alain Tasma
- 2011: Les mauvais jours de Pascale Bailly
- 2011: Roses à crédit d'Amos Gitaï
- 2011: Divorce et fiançailles d'Olivier Peray
- 2013: C'est pas de l'amour de Jérôme Cornuau
- 2019: Les sauvages de Rebecca Zlotowski
- 2020: Possessions de Shahar Magen

## Teatre

### Actriu

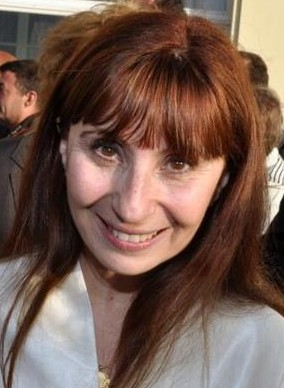
Ariane Ascaride a Cabourg l'any 2012.

- 1979: Vingt minuts avec un ange - Anecdotes provinciales d'Alexandre Vampilov, posada en escena Gabriel Garran, Festival d'Avignon
- 1982: La Segretaria, posada en escena Pierre Ascaride
- 1982: La tovallola dels peus de Gil Ben Aych, posada en escena Pierre Ascaride, Teatre 71 a Malakoff
- 1985: Ma famille-revue d'Eduardo De Filippo, posada en escena Pierre Ascaride
- 1991: El Cementiri dels elefants de Jean-Paul Daumas, posada en escena Gilles Guillot
- 1992: Papà de Serge Valletti, posada en escena Pierre Ascaride
- 1995: Els Putes d'Aurelio Grimaldi, posada en escena Pierre Ascaride
- 1995: Un racó d'azur de Jean Bouchaud, posada en escena de l'autor, Teatre La Bruyère
- 2000: El Gran Teatre d'Evelyne Pieiller, posada en escena Robert Guédiguian
- 2003: Mathilde de Véronique Olmi, posada en escena Didier Long, amb Pierre Arditi, Teatre del Rond-Point
- 2003: Algérie, je t'écris al Foyer del Théâtre de la Madeleine
- 2004: Per a Bobby de Serge Valletti, posada en escena Michel Cerda, Teatre de l'Est Parisenc
- 2006: Ariane Ascaride lit Serge Valletti, Teatre La Bruyère
- 2007: La Maman bohême / Médée, de Dario Fo i Franca Rame, posada en escena Didier Bezace, Théâtre de la Commune
- 2011: L'Amor, la mort, els fringues de Nora i Delia Ephron, posada en escena Danièle Thompson, Teatre Marigny
- 2013-2016: Le Dernier jour du jeûne, de i posada en escena Simon Abkarian, Teatre del Gimnàs (Marsella) després Teatre Nanterre-Ametllers i gira
- 2015: El Silenci de Molière de Giovanni Macchia, posada en escena Marc Paquien, Teatre Llibertat, Teatre de l'Oest parisenc, gira
- 2016: Touchée per les fées de Marie Desplechin, posada en escena Thierry Thieû Niang, Festival d'Avignon
- 2018: L'Envol des cigognes i Le Dernier jour du jeûne de Simon Abkarian, Théâtre du Soleil
- 2019: Il y aura la jeunesse d'aimer de Louis Aragon i Elsa Triolet
- 2022: Gisèle Halimi, une farouche liberté d'Annick Cojean
- 2023: Du bonheur de donner de Bertolt Brecht
- 2023: Sorcières de Mona Chollet

### Posada en escena
- 2005: Inutile de tuer son père, le monde s'en charge, de i amb Pierre Ascaride

## Premis i nominacions

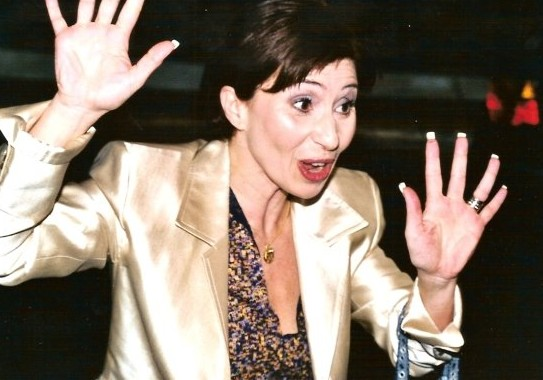
Ariane Ascaride al Festival de Canes 2001.

### Premis
- Césars 1998: César a la millor actriu per a Marius i Jeannette
- Festival internacional del film de Roma 2006: premia la Millor actriu per Voyage en Arménie
- Copa Volpi per la millor interpretació femenina 2019 per Glorias Mundi

### Nominacions
- Césars 2003: nominació al César a la millor actriu per a Marie-Jo et ses deux amours
- Cèsars 2005: nominació al César a la millor actriu secundària per a Brodeuses
- Cèsars 2012: nominació al César a la millor actriu per a Les Neiges du Kilimandjaro